# Chaos de Montpellier-le-Vieux

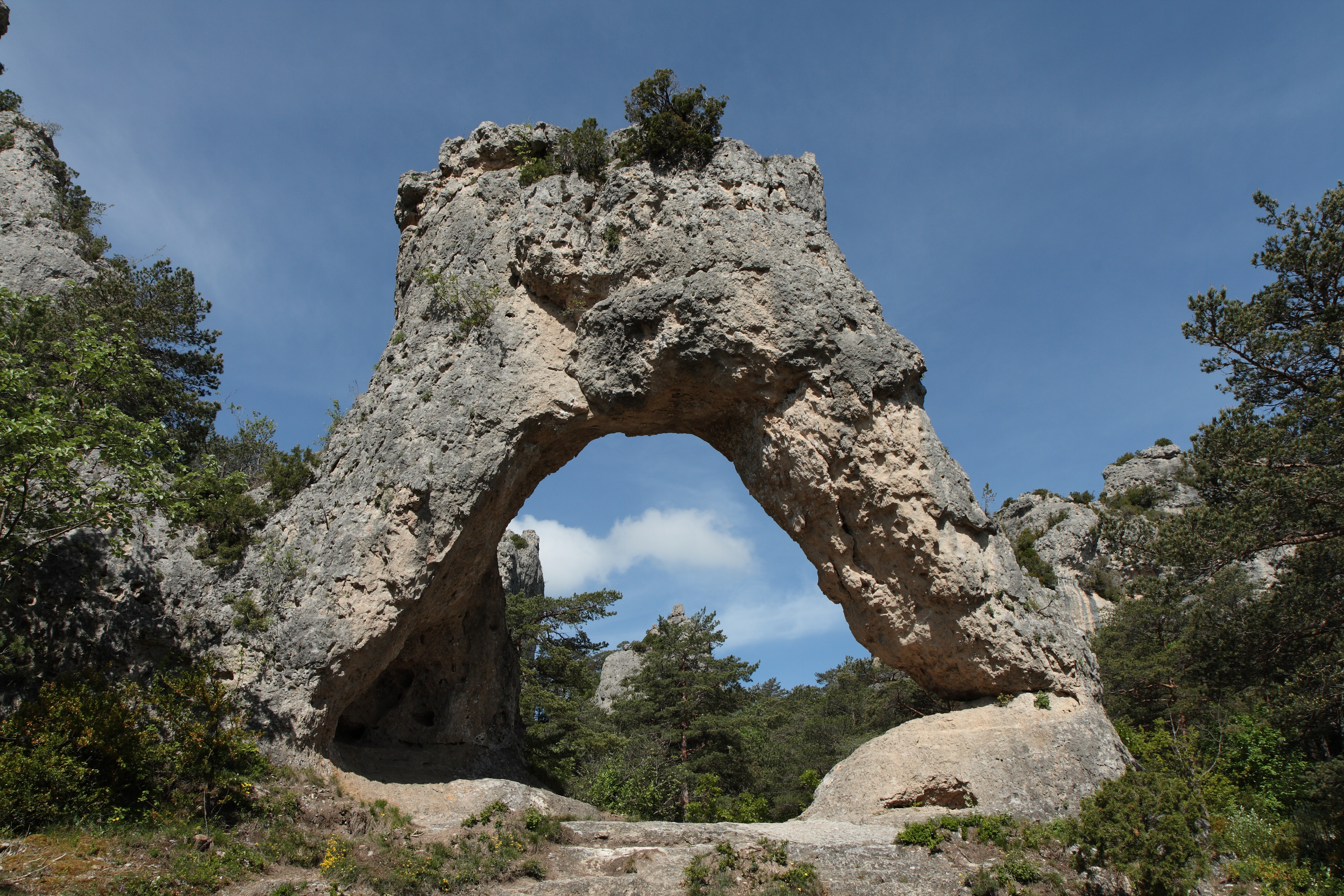
La porte de Mycène

Chaos de Montpellier-le-Vieux is een rotsformatie in de Causse Noir gelegen vlak bij de Gorges de la Dourbie ten noordoosten van Millau bij de plaats La Roque-Sainte-Marguerite in het departement Aveyron in Frankrijk.
Bereikbaar vanaf Millau via de D110 voorbij het dorp Maubert. Ook bereikbaar vanaf Le Rozier en Peyreleau.
Le Chaos is circa 120 ha.
Er is een natuurlijke boog ontstaan van 12 m., de Porte de Mycénes.
Er gaat een klein treintje naar boven. Men kan hier wandelingen maken onder andere naar Donjon Douminal en heeft uitzicht op de Cirque des Rouquettes en de Cirque de la Millière.
Speleoloog Édouard Martel onderzocht het gebied in 1883-1884.

## Weetje
- Een deel van de film La Grande Vadrouille (1966) is hier opgenomen.

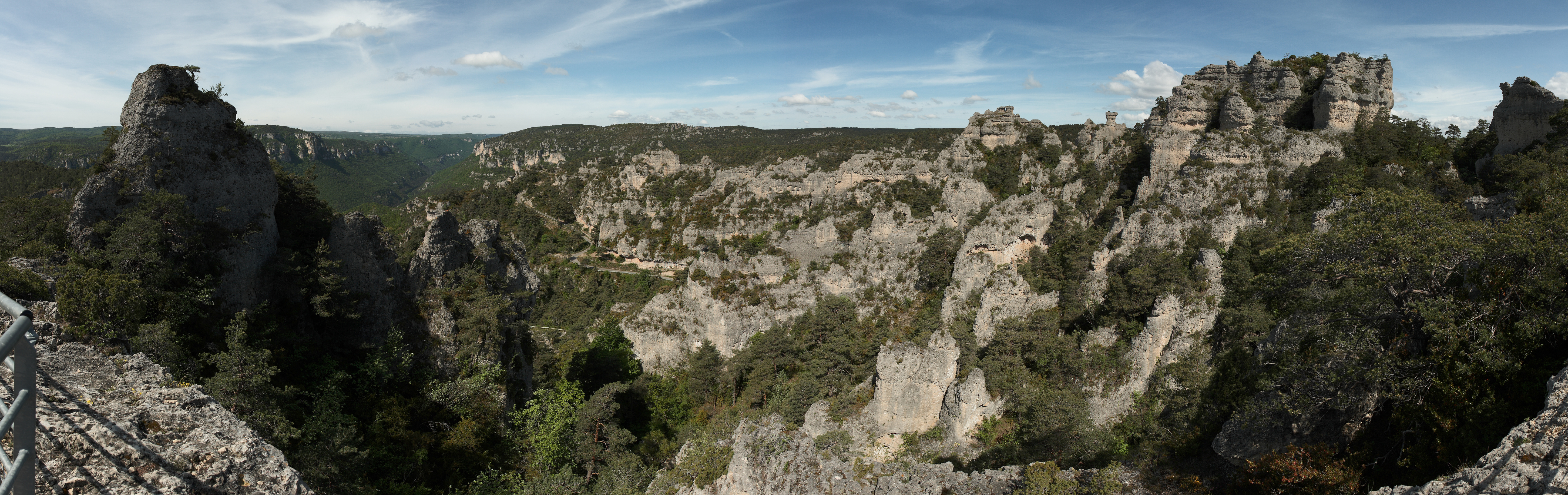